# Egbert Estié

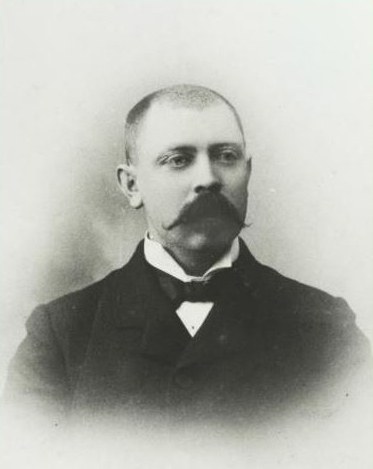
Egbert Estié in 1905

Egbert Estié (Avereest, 11 juni 1865 - Bussum, 30 april 1910) was een Nederlands ondernemer. Hij is vooral bekend als (mede)oprichter van drie plateelfabrieken:
- in 1895 Plateelbakkerij Brantjes in Purmerend, samen met de weduwe Brantjes.
- in 1898 Plateelbakkerij Zuid-Holland in Gouda; in 1903 hebben beide firmanten zich hieruit teruggetrokken;
- in 1906 Porceleinfabriek De Kroon in Noordwijk, welke in 1910 failliet ging.

In twee fabrieken heeft hij de plateelschilder Henri Breetvelt in dienst genomen. Breetvelt werkte van 1900 tot 1902 als plateelschilder bij Plateelfabriek Zuid-Holland in Gouda. Van 1906 tot het faillissement in 1910 was hij ontwerper en plateelschilder bij De Kroon.